# Plzák černý
Plzák černý (Arion ater) je běžný suchozemský plž z rodu plzák (Arion),

## Vzhled
Dospělý jedinec dosahuje 10 až 13 cm. Hlavní část těla tvoří svalnatá noha. Je to dlouhý svalnatý orgán pokrytý hlenem. Jeho vlnitý pohyb vychází z principu, kdy se první část nohy nadzvedne a on se celý posune dopředu.
Na svrchní straně je zrnitý plášť s dýchacím otvorem. Je tvořen lehce vyvýšenou tkání. Pro plzáka je tato část životně důležitá. Ukrývá totiž většinu důležitých orgánů, mimo jiné i plíce. Ty jsou velmi hustě protkány cévami. Jedná se o jednoduchou dutinu, do které je vzduch nasáván dýchacím otvorem umístěným po pravé straně.
Tento živočich je hlenem izolován od podkladu a může se tak pohybovat i po nerovném povrchu. Stříbřitá slizovitá stopa se mu ale může stát osudnou, pokud se po ní vydá had. Jediným krytím je pro něj obranné postavení. Skulí se do tvaru sevřeného klubíčka a vyčkává, až nebezpečí pomine.

## Rozšíření
Zeměpisné rozšíření plzáka černého je v oblasti severní Evropy a druhotně též v Severní Americe. Tento druh není ohrožen a proto není legislativní ochrana potřeba.
Plzáci patří mezi tzv. nahé plže, to znamená, že nemají vápenitou schránku, což je výhodné z hlediska hledání potravy. Tito tvorové nejsou tedy závislí na vápníku a mohou žít i na písčitých půdách nebo v kyselých močálech, které jsou o vápník zcela ochuzeny.

## Způsob života a potrava
Aktivním se plzák stává hlavně v noci, kdy se vydává za potravou. Po vydatném dešti je pravděpodobné, že při procházce ho uvidíme plazit se po nějaké cestičce.
Plzáci se živí převážně tlejícími zbytky rostlin a živočichů. Jsou to všežravci. K hledání potravy používají hlavně čich a chuť, méně už zrak. Tykadly ohmatávají nalezenou potravu, kterou pak uchopí chitinovou [čelist]í. Ta je vyzbrojena jazykovou páskou, nazývanou radula, s drobnými ostrými zoubky.

## Rozmnožování
Plzák je stejně jako žížala hermafrodit (obojetník). To znamená, že jedinec má sperma i vajíčka. Oplodnění vajíčka musí ovšem předcházet páření. Jedná se o velmi zdlouhavý proces. Nejprve se dva plzáci okolo sebe plazí. Teprve potom se spojí. Při propletení těl si vzájemně vymění sperma, které je uloženo v miniaturním váčku nazývaném spermatofor. Pak se oba jedinci oddělí.
Oplodněná malá bílá vajíčka zahrabou do země, kde jsou chráněna před deštěm i mrazem. A to po dobu několika týdnů, ale i celou zimu. Chráněná jsou i díky tvrdému obalu. Na konci zimy se z nich vylíhnou mladí plzáci, kteří jsou totožní se svými rodiči, jen jsou menší.